# Giuseppe Pirastru
Giuseppe Pirastru (Ozieri, 29 dicembre 1859 – Ozieri, 27 aprile 1931) è stato un poeta italiano di lingua sarda.

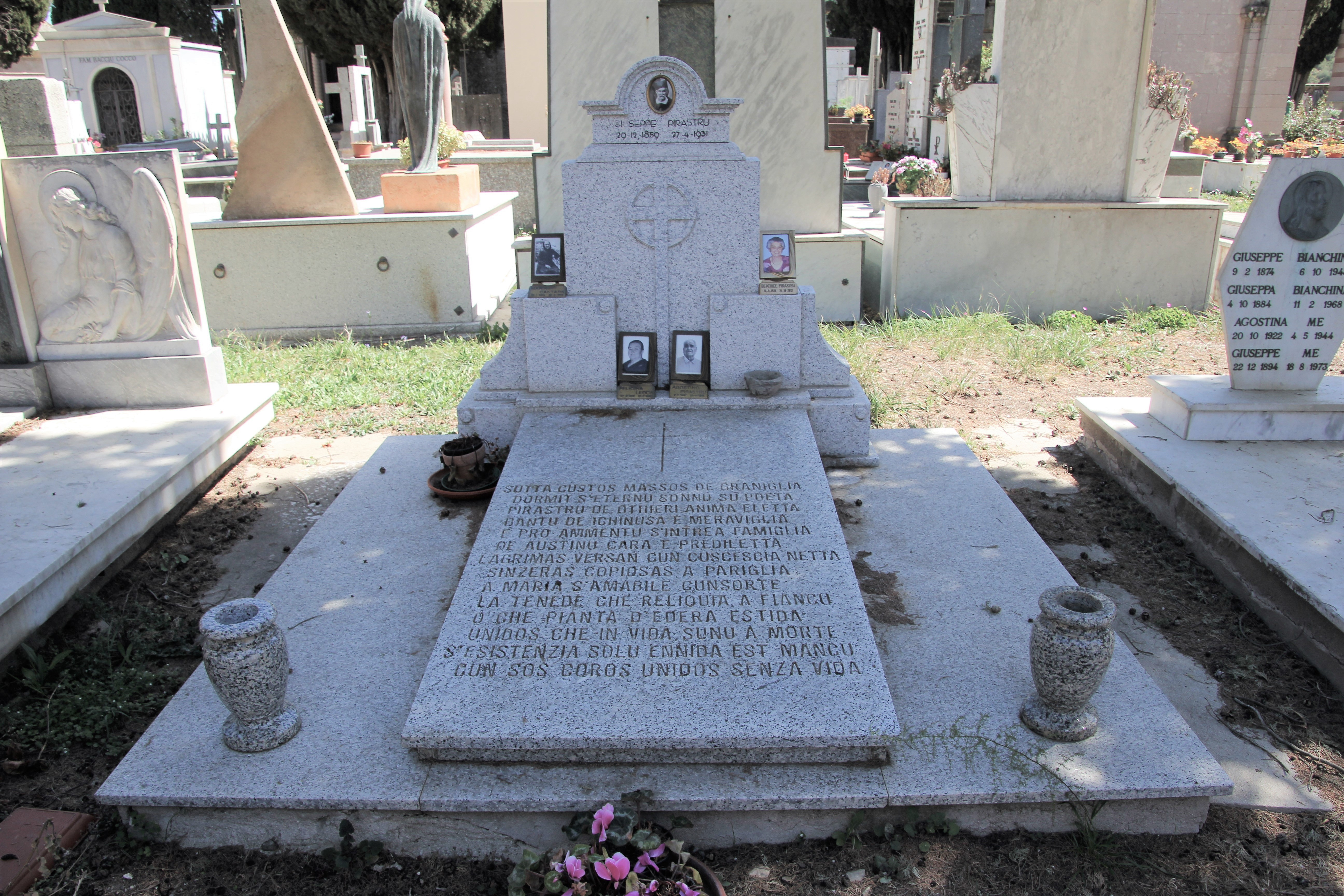
La tomba di Giuseppe Pirastru, nel cimitero monumentale di Ozieri

È stato un protagonista della poesia estemporanea della Sardegna, soprattutto con Antonio Cubeddu e Gavino Contini.
Fu uno degli organizzatori e dei partecipanti alla prima gara in assoluto di poesia estemporanea sarda che si svolse nei giorni 20 e 21 settembre 1896 ad Ozieri in occasione della festa della Santa Vergine del Rimedio in compagnia dei poeti estemporanei: Antonio Cubeddu, Antonio Farina, Francesco Cubeddu di Ozieri, Salvatore Demartis ed altri.